# Entanoneura januaria
Entanoneura januaria är en insektsart som beskrevs av Navás 1936. Entanoneura januaria ingår i släktet Entanoneura och familjen fångsländor. Inga underarter finns listade i Catalogue of Life.